# Leiko helliniko tsopanoskilo
Leiko helliniko tsopanoskilo  (Λευκο ελληνικο τσοπανοσκυλο; vit grekisk herdehund) är en hundras från Grekland. Den är en boskapsvaktare och vaktande herdehund som traditionellt använts för att skydda tamfår, tamgetter och nötkreatur mot rovdjursangrepp. Den skiljer sig påtagligt från den andra grekiska bergshundsrasen hellinikos poimenikos och påminner istället starkt om andra stora vita herdehundar som den turkiska akbash och den ungerska kuvasz. Rasen är nationellt erkänd av den grekiska kennelklubben Kynologikos Omilos Hellados (KOH).